# Nepenthales
Nepenthales, nekadašnji red biljaka mesožderki koji je opisao John Lindley (standardni ipni oblik Lindl.) u Sp. Pl. 1833. Redu je pripadalo prema Michaelu Hassleru 5 porodica (Nepenthaceae, Droseraceae, Drosophyllaceae, Ancistrocladaceae  i Dioncophyllaceae), koje su sada uklopljene u red Caryophyllales.
Nepenthales je činio dio nadreda Caryophyllanae, a sada se vodi kao sinonim za Caryophyllales Tipični rod bio je Nepenthes L..